# Eine fröhliche Familie
Eine fröhliche Familie (jap. 愛の若草物語 Ai no Wakakusa Monogatari, wörtlich: Die Geschichte vom jungen Gras der Liebe) ist eine Anime-Serie, die in Japan erstmals 1987 ausgestrahlt wurde. Die Serie, die der Reihe World Masterpiece Theater angehört, basiert auf dem Buch Little Women aus dem Jahr 1868 von Louisa May Alcott.

## Handlung
Die Marchs sind eine glückliche und große Familie. Die Töchter, die reife Meg, die unerschrockene Jo, die scheue Beth sowie das freche Nesthäkchen Amy, sind ebenso angesehen wie das Ehepaar March selbst. Durch den Amerikanischen Bürgerkrieg wird das Familienglück zerstört. Da die Familie direkt bei Gettysburg lebt und der Vater für den Norden eingezogen wird, rückt der Krieg immer näher. Als eines Abends General Robert Edward Lee zu Besuch kommt, sind die Mädchen und ihre Mutter vorgewarnt. Als die Kriegestrommeln näher rücken, flüchten die Frauen in Begleitung ihrer Haushälterin Hannah in den Wald und müssen zusehen, wie ihr Haus zerstört wird.
Die Mutter reist mit Töchtern und Haushälterin weit in den Norden nach Newcord, einem kleinen Ort in Massachusetts, zu ihrer noch einzig lebenden Verwandten, der Tante Martha, die die nun völlig verarmte Familie bei sich aufnimmt. Dort halten es die Frauen nur schwer aus. Sie beschließen, in ein eigenes Haus zu ziehen, aber wegen des niedrigen Budgets reicht es nur zu einem im Vergleich zu ihrer alten Behausung weniger schönen. Die Mädchen packen nicht nur im Haushalt mit an, sondern verdienen auch mit. So wird Meg Gouvernante, die temperamentvolle Jo veröffentlicht Zeitungsromane und die beiden Jüngsten helfen zu Hause mit. Angetrieben werden sie durch die Hoffnung, bald eine Nachricht vom Vater zu erhalten.

## Entstehung und Veröffentlichungen
Das Animationsstudio Nippon Animation produzierte die Serie. Regie führten Fumio Kurokawa und Nobushiki Yamazaki, das Drehbuch schrieb Akira Miyazaki nach der Romanvorlage. Dabei beginnt die eigentliche Handlung des Romans erst ab der achtzehnten Episode, vorher werden die Charaktere und ihre Situation vorgestellt. Zudem tauchen die Charaktere David Forret, Anthony Boone, Henry Murdoch und John sowie Miezi, das Hauskätzchen der Marchs, in der Buchvorlage nicht auf. Neben der Umbenennung des Schauplatzes Concord in „Newcord“ wurden in der Serie auch mehrere Charaktere umbenannt. Zum Beispiel heißen die March-Eltern, die im ursprünglichen Roman Margaret und Robert heißen, in dieser Serie Mary und Frederick (auch „Marmee“, der Kosename der March-Schwestern für ihre Mutter, und „Teddy“, Jos Spitzname für Laurie, fallen in den Episoden kein einziges Mal.) John Brooke, der Hauslehrer von Laurie und Megs späterer Ehemann, trägt in dieser Version den Namen „Carl Brooke“. Auch ist Hanna, die Haushälterin der Familie March, im Gegensatz zur Romanvorlage keine irische Einwanderin, sondern Afroamerikanerin.
Die 48 Episoden der Serie strahlte der Fernsehsender Fuji TV vom 11. Januar 1987 bis zum 27. Dezember 1987 aus. In den ersten 14 Folgen wurde der Vorspann Wakakusa no Shōtaijō (若草の招待状, dt. „Einladungsschreiben vom jungen Gras“) und der Abspann Yūhi to Kaze to Melody (夕日と風のメロディ, Yūhi to Kaze no Merodi, dt. „Das Abendlicht und die Melodie des Windes“) von Eri Nitta gesungen. Ab Folge 15 wurde der Vorspann Itsuka kitto! (いつかきっと!, dt. „Irgendwann bestimmt!“) von Keiko Han, Eiko Yamada, Mayumi Shō und Rei Sakuma, den Synchronstimmen (Seiyū) von Meg, Jo, Beth und Amy, und der Abspann Otō-sama e no Lullaby (お父さまへのララバイ, Otō-sama e no Rarabai, dt. „Wiegenlied für Vater“) von Satoko Shimonari gesungen.
1988 wurde Eine fröhliche Familie in Italien ausgestrahlt. Die Melodie des italienischen Titelliedes fungierte auch für die deutsch- und die französischsprachige Fassungen. Erstmals 1994 lief die Serie im deutschen Fernsehen auf RTL II. Später folgten Ausstrahlungen auf tm3, Tele 5 und dem österreichischen ORF 1 (Confetti Tivi). Außerdem war die Serie im US-amerikanischen, mexikanischen und spanischen Fernsehen zu sehen.
2008 erwarb der deutsche Vertrieb NEW KSM die Lizenzen einiger klassischer Anime-Serien, darunter auch Eine fröhliche Familie. Die komplette Serie wurde 2009 in zwei DVD-Boxen veröffentlicht, 2011 folgte eine Neuauflage in einer Box. 2015 folgte eine Blu-ray mit allen 48 Episoden.
1993 erschien unter dem Titel Missis Jo und ihre fröhliche Familie eine 40 Episoden umfassende Fortsetzung von Eine fröhliche Familie. Diese basiert auf Alcotts Roman Little Men, der Jo als erwachsene Frau in den Vordergrund stellt.

## Episodenübersicht
| Folge | Titel                               | Japanische Erstausstrahlung | Deutsche Erstausstrahlung |
| ----- | ----------------------------------- | --------------------------- | ------------------------- |
| 1     | Picknick mit Folgen                 | 11. Januar 1987             | 2. Mai 1994               |
| 2     | Ruhe vor dem Sturm                  | 18. Januar 1987             | 3. Mai 1994               |
| 3     | Das Versteck im Keller              | 25. Januar 1987             | 4. Mai 1994               |
| 4     | Die Schlacht von Gettysburg         | 1. Februar 1987             | 5. Mai 1994               |
| 5     | Abschied von Freunden               | 8. Februar 1987             | 6. Mai 1994               |
| 6     | Abschied für immer                  | 15. Februar 1987            | 9. Mai 1994               |
| 7     | Die Tante                           | 22. Februar 1987            | 10. Mai 1994              |
| 8     | Gäste auf Zeit                      | 1. März 1987                | 11. Mai 1994              |
| 9     | Kühne Pläne                         | 8. März 1987                | 13. Mai 1994              |
| 10    | Freunde in der Not                  | 15. März 1987               | 16. Mai 1994              |
| 11    | Erste Schritte                      | 22. März 1987               | 17. Mai 1994              |
| 12    | Haus gesucht                        | 29. März 1987               | 18. Mai 1994              |
| 13    | Das erste Honorar                   | 5. April 1987               | 19. Mai 1994              |
| 14    | Neue Freunde                        | 12. April 1987              | 20. Mai 1994              |
| 15    | Der Beobachter                      | 19. April 1987              | 24. Mai 1994              |
| 16    | Falsches Spiel                      | 26. April 1987              | 25. Mai 1994              |
| 17    | Der Atem der Freiheit               | 3. Mai 1987                 | 26. Mai 1994              |
| 18    | Glanzlichter                        | 10. Mai 1987                | 27. Mai 1994              |
| 19    | Ein Ball mit Hindernissen           | 17. Mai 1987                | 30. Mai 1994              |
| 20    | Das Eis schmilzt                    | 24. Mai 1987                | 31. Mai 1994              |
| 21    | Weihnachtsvorbereitungen            | 31. Mai 1987                | 1. Juni 1994              |
| 22    | Das Fest der Liebe                  | 7. Juni 1987                | 3. Juni 1994              |
| 23    | Verwandte Seelen                    | 14. Juni 1987               | 6. Juni 1994              |
| 24    | Sternstunden                        | 21. Juni 1987               | 7. Juni 1994              |
| 25    | Die Macht der Musik                 | 28. Juni 1987               | 8. Juni 1994              |
| 26    | Das Geschenk                        | 5. Juli 1987                | 9. Juni 1994              |
| 27    | Tränen und Trost                    | 12. Juli 1987               | 10. Juni 1994             |
| 28    | Amys Rache                          | 2. August 1987              | 13. Juni 1994             |
| 29    | Das Manuskript                      | 9. August 1987              | 14. Juni 1994             |
| 30    | Der Winter geht vorbei              | 16. August 1987             | 15. Juni 1994             |
| 31    | Ein ganz anderes Leben              | 30. August 1987             | 16. Juni 1994             |
| 32    | Der verpatzte Urlaub                | 6. September 1987           | 17. Juni 1994             |
| 33    | Sommerferien                        | 13. September 1987          | 20. Juni 1994             |
| 34    | Der Riesenfisch                     | 20. September 1987          | 21. Juni 1994             |
| 35    | Wiedersehensfreude                  | 27. September 1987          | 22. Juni 1994             |
| 36    | Das Paar mit den Engelsflügeln      | 4. Oktober 1987             | 23. Juni 1994             |
| 37    | Das Unglückstelegramm               | 11. Oktober 1987            | 24. Juni 1994             |
| 38    | Ein trauriges Haus                  | 18. Oktober 1987            | 27. Juni 1994             |
| 39    | Die Post kommt                      | 25. Oktober 1987            | 28. Juni 1994             |
| 40    | Beth wird krank                     | 1. November 1987            | 29. Juni 1994             |
| 41    | Große Sorgen                        | 8. November 1987            | 30. Juni 1994             |
| 42    | Zwischen Leben und Tod              | 15. November 1987           | 1. Juli 1994              |
| 43    | Zukunftspläne                       | 22. November 1987           | 4. Juli 1994              |
| 44    | Die Fälschung                       | 29. November 1987           | 5. Juli 1994              |
| 45    | Eisiges Schweigen                   | 6. Dezember 1987            | 6. Juli 1994              |
| 46    | Ein unerwartetes Weihnachtsgeschenk | 13. Dezember 1987           | 7. Juli 1994              |
| 47    | Abschied von Anthony                | 20. Dezember 1987           | 8. Juli 1994              |
| 48    | Verlobung                           | 27. Dezember 1987           | 11. Juli 1994             |

## Synchronisation
| Rolle                      | Japanischer Sprecher (Seiyū) | Deutscher Sprecher  |
| -------------------------- | ---------------------------- | ------------------- |
| Margaret 'Meg' March       | Keiko Han                    | Katrin Schell       |
| Josephine 'Jo' March       | Eiko Yamada                  | Gundula Köster      |
| Elizabeth 'Beth' March     | Mayumi Shô                   | Manja Doering       |
| Amy March                  | Rei Sakuma                   | Luise Helm          |
| Mary March                 | Taeko Nakanishi              | Astrid Bless        |
| Frederick March            | Osamu Saka                   | Joachim Siebenschuh |
| Hanna                      | Hisako Ôkata                 |                     |
| Tante Martha Forret        | Ranko Mizuki                 | Anne Wollner        |
| David Forret               | Kôzô Shioya                  | Michael Walke       |
| James Laurence             | Kôhei Miyauchi               | Walter Niklaus      |
| Theodore 'Laurie' Laurence | Nobuo Tobita                 | Asad Schwarz        |
| Anthony Boone              | Kazuyuki Sogabe              | Jens-Uwe Bogadtke   |
| Carl Brooke                | Toshihiko Kojima             | Rainer Doering      |
| John                       | Toshihiko Seki               | Alexander Doering   |
| Sally Gardiner             | Maria Kawamura               | Silvia Mißbach      |
| Mr. Davis                  | Kôichi Kitamura              | Kaspar Eichel       |